# CityVille
CityVille foi um simulador de construção em tempo real  desenvolvido pela produtora Zynga, disponível como um aplicativo no site da rede social Facebook e para o Google+. O jogo permitia que os usuários do Facebook pudessem construir centros urbanos da forma que desejasse, de um pequeno vilarejo até uma grande metrópole.
No seu apogeu, o jogo contava com uma média de 84 milhões de usuários mensais, superando o sucesso anterior da Zynga, FarmVille. Lançado em Dezembro de 2010, o simulador de cidades virtuais da Zynga, CityVille, não foi apenas o maior jogo de plataforma social, mas também o aplicativo mais utilizado na história do Facebook.
O jogo era semelhante ao jogo "SimCity Sociedades", por ser um simulador de construção de cidades.
O Jogo saiu do ar em 31 de abril de 2015.

## Jogabilidade
CityVille permite ao jogador ser o prefeito de uma cidade virtual, onde o objetivo é aumentar a cidade, tornando-a uma metrópole. O jogador também terá tarefas, que normalmente, lhe darão dinheiro, experiência, desbloquear estruturas pontos de energia. Tais pontos são necessários para cada ação feita na cidade, que aumentam conforme o nível do jogador.
O jogador também pode visitar vizinhos, podendo trabalhar em cinco estabelecimentos do vizinho a cada 12 horas. Esses trabalhos dão pontos de reputação, pontos de energia, experiência e moedas.